# Puhos, Norra Österbotten
Puhos, eller Puhoskylä, är en småort i den sydöstra delen av staden Pudasjärvi i Norra Österbotten. Byn gränsar till Taivalkoski kommun i öster och Suomussalmi i sydost.
Byn hade tidigare en egen skola, men idag går eleverna i skolan i Hirvaskoskiskolan i Pudasjärvi.